# Sageretia santapaui
Sageretia santapaui är en brakvedsväxtart som beskrevs av Pusalkar och D.K.Singh. Sageretia santapaui ingår i släktet Sageretia och familjen brakvedsväxter. Inga underarter finns listade i Catalogue of Life.